# ФАП 2228
ФАП 2228 БС/АВ је војни теренски камион који производи Фабрика аутомобила Прибој.

## Опис
ФАП 2228 је возило засновано на претходном моделу, ФАП 2026 БС/АВ са истом наменом и малом визуелном разликом. Камион је са погоном на све точкове и трамбус кабином. За разлику од старијег модела 2026, модел 2228 је погоњен јачим мотором ОМ 906 и веће носивости. Прототип је први пут представљен 2006. године. Након вишегодишњих испитивања у Војнотехничком институту и Техничкоопитном центру Војске Србије, донета је одлука о увођењу возила у употребу. ФАП је у септембру 2018. године испоручио нулту серију од шест возила Војсци Србије.

## Технички подаци
- Дозвољена укупна маса 18400 kg
- Оптерећење предње осовине 5500 kg
- Оптерећење задње осовине 12900 kg
- Корисна носивост 7000 kg
- Мотор Mercedes OM906 EU3
- Мењач ZF 9 S 109
- Дужина 7800 mm
- Висина 3300 mm
- Товарни сандук 4530/2430/1700 mm
- Дубина воденог газа 1200 mm
- Уздужни нагиб 60%
- Попречни нагиб 30%
- Максимална брзина 95 km/h
- Пнеуматици 425/85 Р21, КАМА[2]

## Корисници
- Србија - 20+ камиона (6 испоручених 6. септембра 2018. + 5 прототипа) и 9 испоручених 26.04.2020 [3]